# Guerre d'indépendance de l'Estonie
La guerre d'indépendance de l'Estonie (estonien : Vabadussõda, c'est-à-dire « guerre de la Liberté ») également connue sous le nom de guerre de Libération de l'Estonie est une campagne défensive menée par l'Estonie et ses alliés, notamment le Royaume-Uni, la Finlande, la Suède et le Danemark, pour repousser l'offensive de l'Armée rouge de 1918-1920 sur le front occidental déclenchée au cours de la guerre civile russe. L'Estonie défendait son indépendance nouvellement acquise après la désintégration de l'Empire russe et l'invasion par l'Empire allemand. Le conflit se conclut par la victoire de l'Estonie, formalisée par le traité de Tartu.

## Contexte

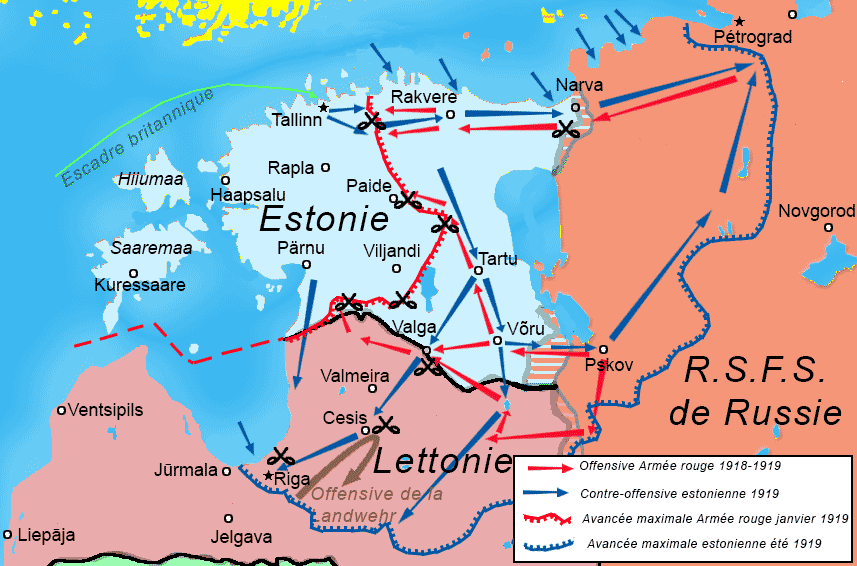
Déroulement de la guerre d'indépendance.

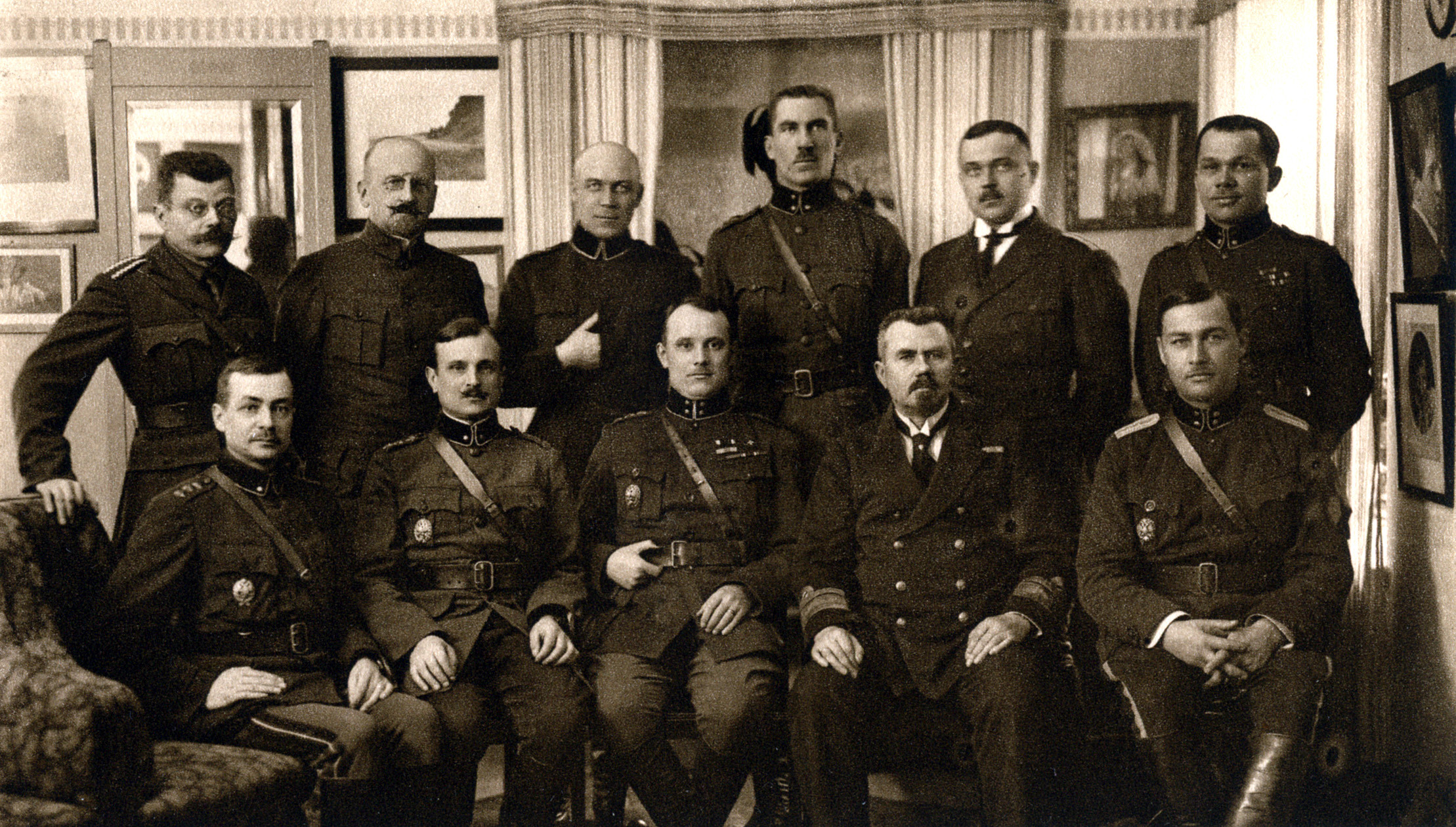
Haut commandement de l'armée estonienne en 1920 : Aleksander Tõnisson, Andres Larka, Johan Laidoner, Karl Parts et Jaan Soots.

En novembre 1917, alors que l'Empire russe se désagrège, la diète de l'Estonie, dont les représentants ont été élus la même année, se proclame l'organe officiel du pouvoir en Estonie au cours de la seule session qu'elle tiendra. Peu après, un comité militaire révolutionnaire d'Estonie d'inspiration bolchevique dissout l'assemblée, prend le pouvoir et contraint le gouvernement estonien à entrer dans la clandestinité. Les négociations de paix entre Allemands et Russes traînent et l'Allemagne repasse à l'offensive, envahissant l'Estonie le 18 février 1918. Durant la brève vacance du pouvoir, qui sépare le départ des bolchéviques de l'arrivée des Allemands, le Comité de salut public, qui a été désigné le 19 février par le Comité des Anciens pour diriger le pays, proclame symboliquement l'indépendance de l'Estonie dans ses frontières historiques et ethnographiques, le 24 février. La Russie soviétique, dont les armées ne peuvent résister à la poussée allemande, accepte le 3 mars 1918 de signer le traité de Brest-Litovsk. En août de la même année, elle accepte dans le cadre d'une clause additionnelle de renoncer à sa souveraineté sur les provinces baltes. Les Germano-Baltes reprennent les commandes de la région sous la tutelle des autorités militaires et annulent toutes les mesures prises en faveur des Estoniens depuis le début de la révolution. Environ 2 000 bolchéviques et nationalistes estoniens sont exécutés. Le Duché balte uni, dépendant de l'empereur allemand et restituant le pouvoir à la minorité germano-balte sur les territoires du Baltikum, est créé en novembre 1918.

## Déclenchement du conflit
Le 11 novembre, alors que les Allemands vaincus déposent les armes sur le front occidental, le gouvernement provisoire estonien sort de la clandestinité et Päts, qui a été libéré, en prend la tête. Le 21 novembre les occupants allemands lui remettent officiellement le pouvoir alors que le régime impérial allemand s'effondre. Les dirigeants de la Russie soviétique tentent de profiter de la nouvelle situation et dénoncent le traité de Brest-Litovsk le 13 novembre. À la mi-novembre, un Comité révolutionnaire provisoire d'Estonie se proclame seul pouvoir légal en Estonie et demande à l'Armée rouge de « libérer le pays ». Le gouvernement provisoire estonien tente de mobiliser sans grand succès les Estoniens et de faire appel à l'aide de la Finlande et du Royaume-Uni. Une division est mise sur pied ; Konstantin Päts est nommé ministre de la Guerre, Andres Larka chef d'état-major et le commandement de l'armée est confié à Aleksander Tõnisson (en).

## Offensive de l'Armée rouge à l'ouest

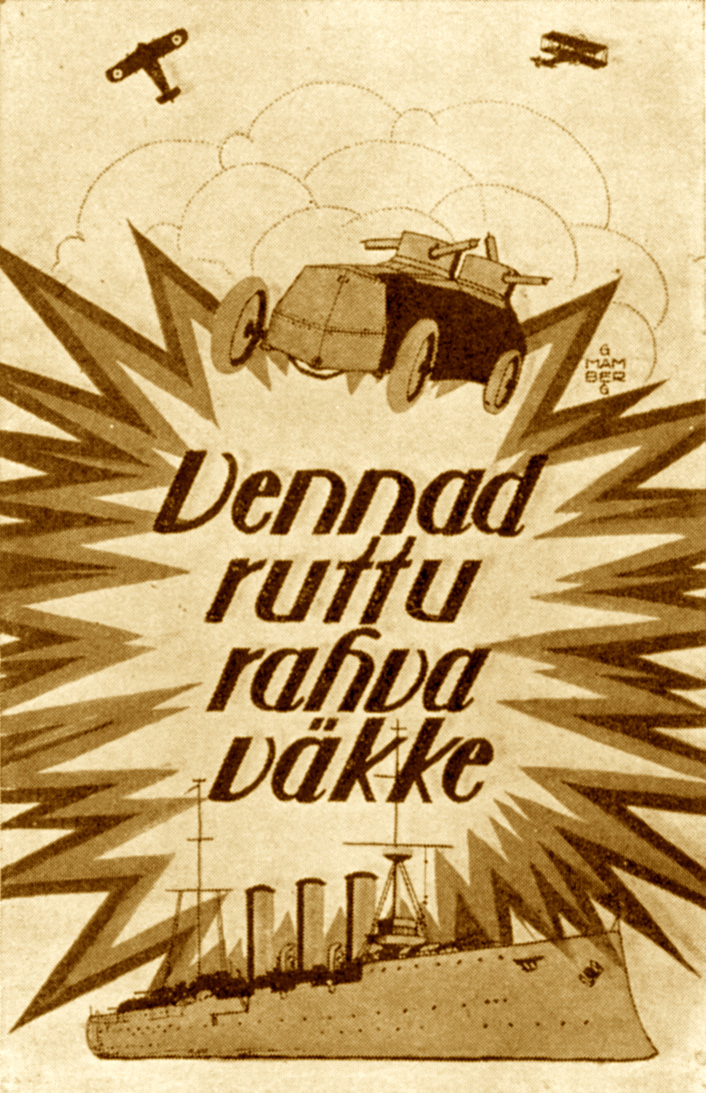
Affiche de recrutement de l'armée estonienne de 1918 : « Frères, hâtez-vous de rejoindre l'armée de la nation ! »

Les soldats russes passent à l'attaque le 22 novembre dans la région de Narva, mais sont repoussés par les armées allemandes, qui n'ont pas encore quitté la région. Une nouvelle attaque, le 28 novembre, permet de prendre Narva (et). Au début du mois de janvier, l'Armée rouge occupe tout l'est de l'Estonie. Kingissepp tente en vain d'organiser un soulèvement pro-bolchévique à Tallinn contre le gouvernement. Une armée estonienne est finalement mise sur pied avec, à sa tête, le lieutenant-colonel Johann Laidoner, un ancien officier de l'armée russe. Celui-ci reprend l'offensive à la tête d'une division estonienne, assistée de volontaires plus ou moins organisés. Une escadre de la Royal Navy organisée autour du petit porte-avions HMS Vindictive (à l'origine un croiseur de la Classe Hawkins), cinq croiseurs légers, neuf destroyers et d'autres petits navires, dont des sous-marins, fait escale à Tallinn en décembre 1918 pour repousser toute tentative d'attaque soviétique par la mer et apporter des munitions et des armes tandis que la Finlande envoie du matériel et consent un prêt. Des volontaires lettons et scandinaves viennent prêter main-forte à l'armée estonienne.
La contre-offensive estonienne se déroule le long des voies ferrées, appuyée par des trains blindés. L'armée estonienne reprend d'abord le contrôle de l'axe Tallinn-Narva avec l'appui de commandos débarqués sur la côte, lesquels sèment la panique sur les arrières de l'ennemi. Puis l'armée estonienne se tourne vers le sud et progresse sur la voie ferrée qui conduit à Riga. La jeune armée a le dessus au cours de deux accrochages à Voru et Valga. Le 1er février 1919, cette coalition est parvenue à repousser l'Armée rouge hors du territoire estonien.

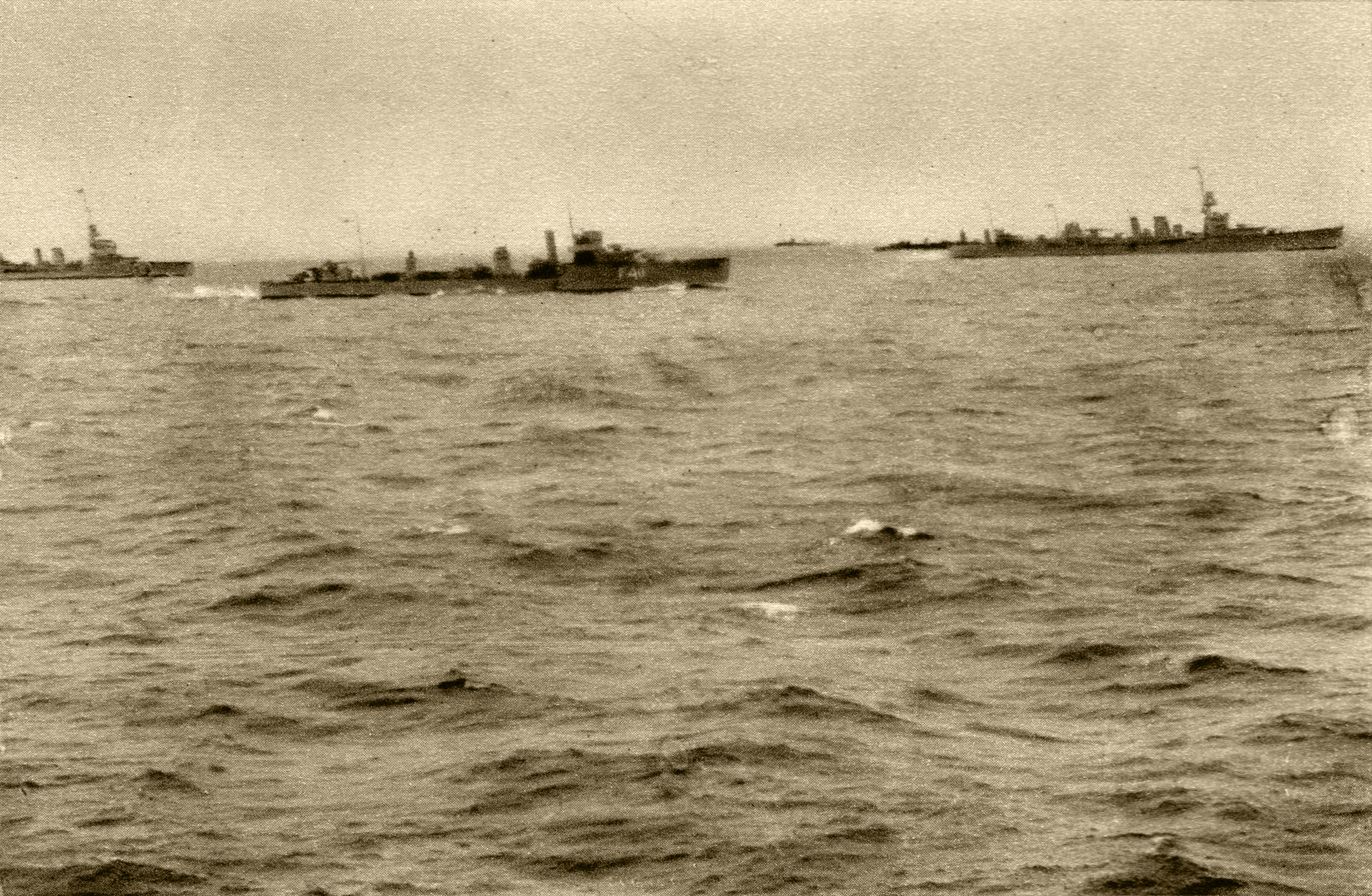
Escadre britannique en octobre 1919 en mer Baltique.

La marine britannique, dont la base d'opérations est en Finlande, perdra en un an d'opération six navires de guerre (un croiseur léger de classe C, deux destroyers, un sous-marin classe L, deux dragueurs de mines), ainsi que trois navires auxiliaires, huit vedettes-torpilleurs et 37 avions. En outre, 36 bateaux militaires et 25 navires auxiliaires ont été endommagés. Cent-sept membres de la Royal Navy (RN) et cinq de la Royal Air Force (RAF) sont morts au combat.
La RN attaque plusieurs fois le port militaire de Kronstadt, coule les croiseurs soviétiques Oleg et Mémoire d'Azov - ce dernier servant de navire-école à quai -, met hors de combat le cuirassé André l'Apôtre, capture deux destroyers qui sont remis à la marine estonienne et endommage plusieurs autres navires de la flotte de la Baltique. Au moins 481 marins de la marine soviétique sont morts et 251 capturés.

## Luttes sur le front sud

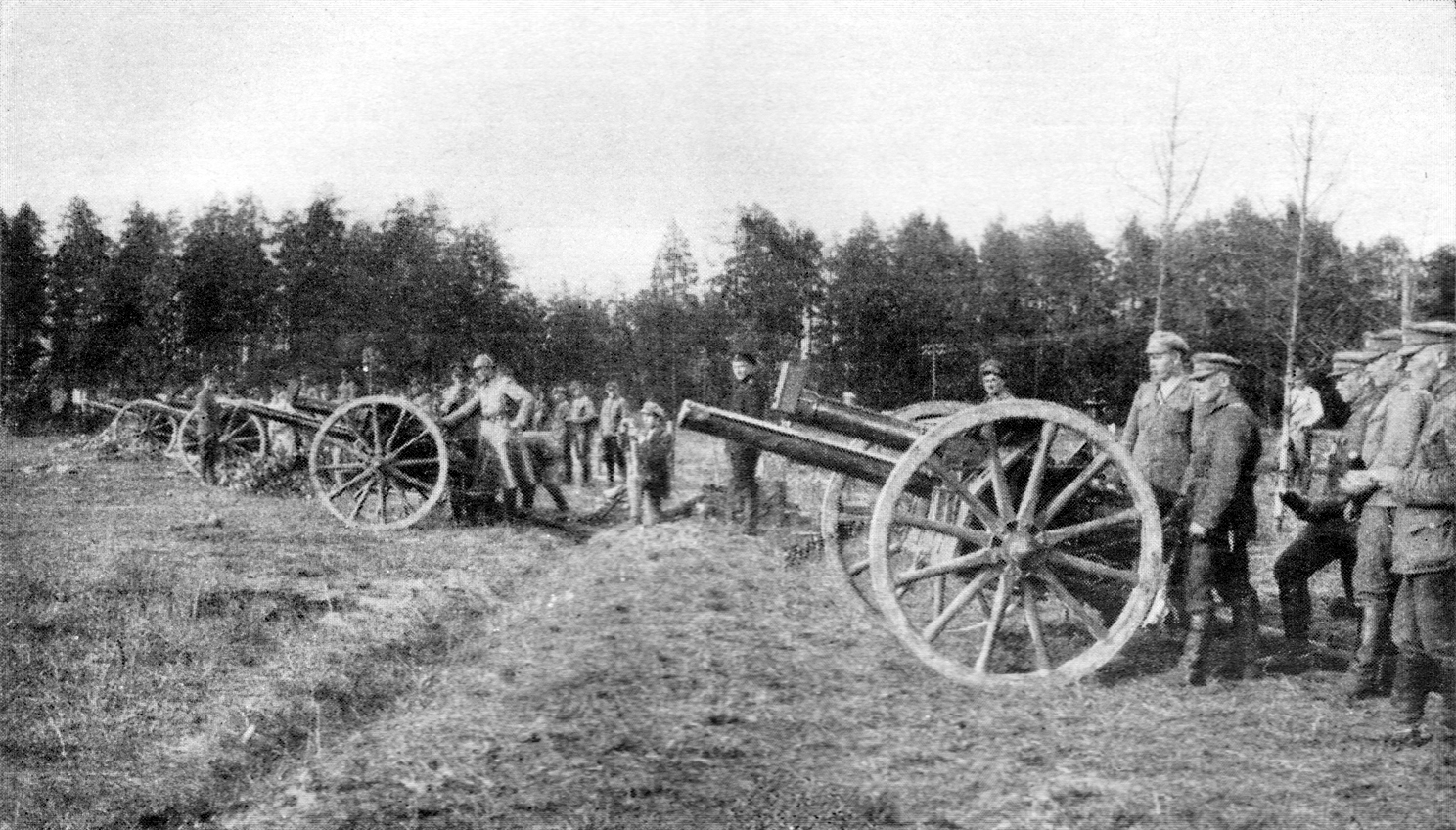
Artillerie estonienne en position contre la Landswehr.

En février 1919, l'Armée rouge reprend l'offensive dans le sud-est. En mai, les Estoniens parviennent à la repousser en territoire russe, où ils reçoivent le soutien de l'armée des Russes blancs d'Ioudenitch. Mais l'entente entre les dirigeants des deux armées est loin d'être parfaite, car Ioudenitch, qui lutte pour rétablir l'Empire russe, est hostile à l'indépendance de l'Estonie. Après l'échec d'une offensive conjointe contre Petrograd, soutenue par les Alliés, l'armée estonienne réintègre ses frontières.
Au sud, l'armée estonienne doit se battre contre les corps-francs allemands et la milice (Landswehr) composée de Germano-Baltes commandés par le général allemand von der Goltz. Ces armées, qui ont pris le pouvoir en Lettonie et tentent de reconstituer un État germanique avec l'appui officieux des dirigeants allemands, luttent à la fois contre l'Armée rouge et les nationalistes baltes. Le 23 juin 1919, les Estoniens, assistés d'un bataillon letton (5 000 hommes en tout), défont les Allemands au cours de la bataille de Wenden. Cette victoire sur l'ennemi séculaire sera par la suite célébrée comme une fête nationale. En septembre 1919, l'Estonie engage des pourparlers de paix avec la Russie, mais la désapprobation des puissances occidentales et de leurs alliés baltes et scandinaves, qui espèrent restaurer l'Empire russe et ne veulent pas d'une reconnaissance implicite du régime bolchevique, fait échouer les négociations.
L'Armée rouge repasse à l'attaque à Narva (et) avec des effectifs renforcés — 160 000 hommes et 200 pièces d'artillerie —, qui sont difficilement repoussés par l'armée estonienne. Les négociations reprennent en décembre 1919. Après d'âpres discussions, l'Estonie et la RSFS de Russie signent le 2 février 1920 le traité de Tartu, qui reconnaît l'indépendance de l'Estonie.

Les combats, qui opposaient souvent des Estoniens entre eux  mobilisaient des effectifs réduits — quelques centaines d'hommes —, ce qui explique la faiblesse très relative des pertes estoniennes : environ 3 600 tués en tout (sur une population totale d'environ un million),.

Images diverses de la guerre d'indépendance estonienne.
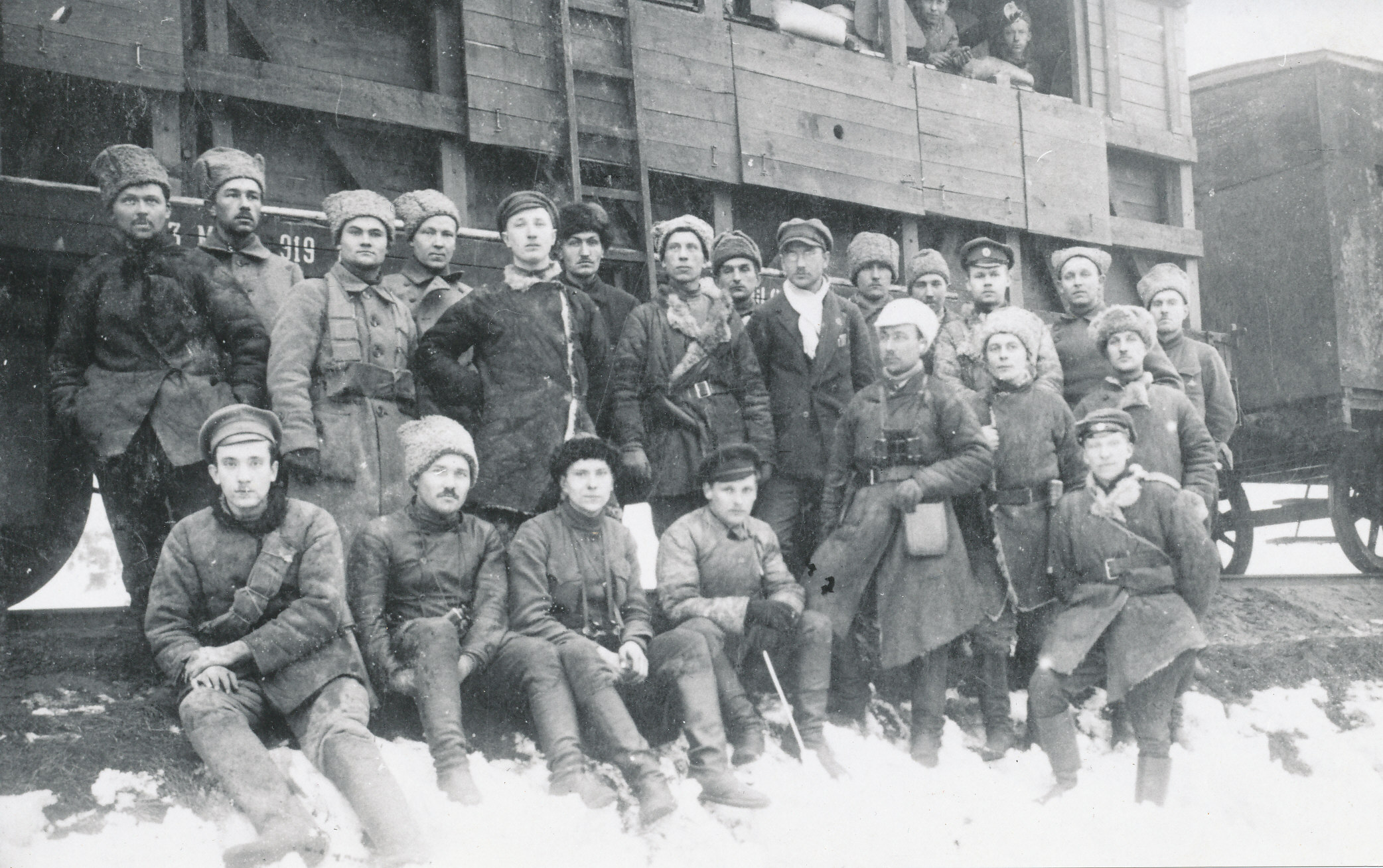
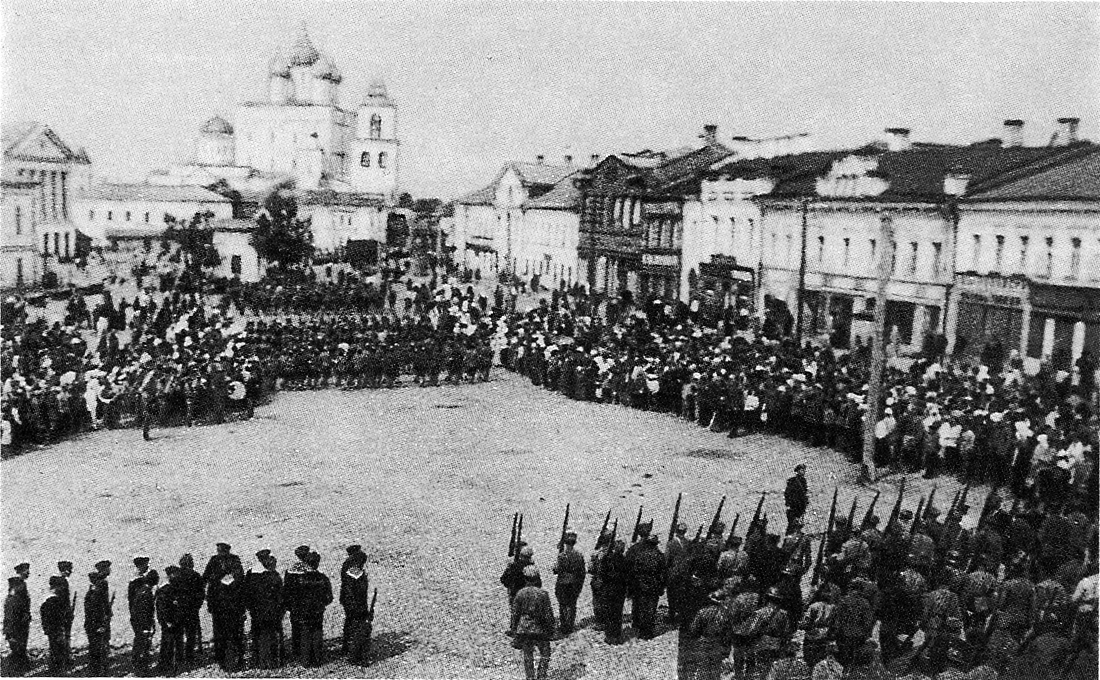
Parade des forces estoniennes dans Pskov.
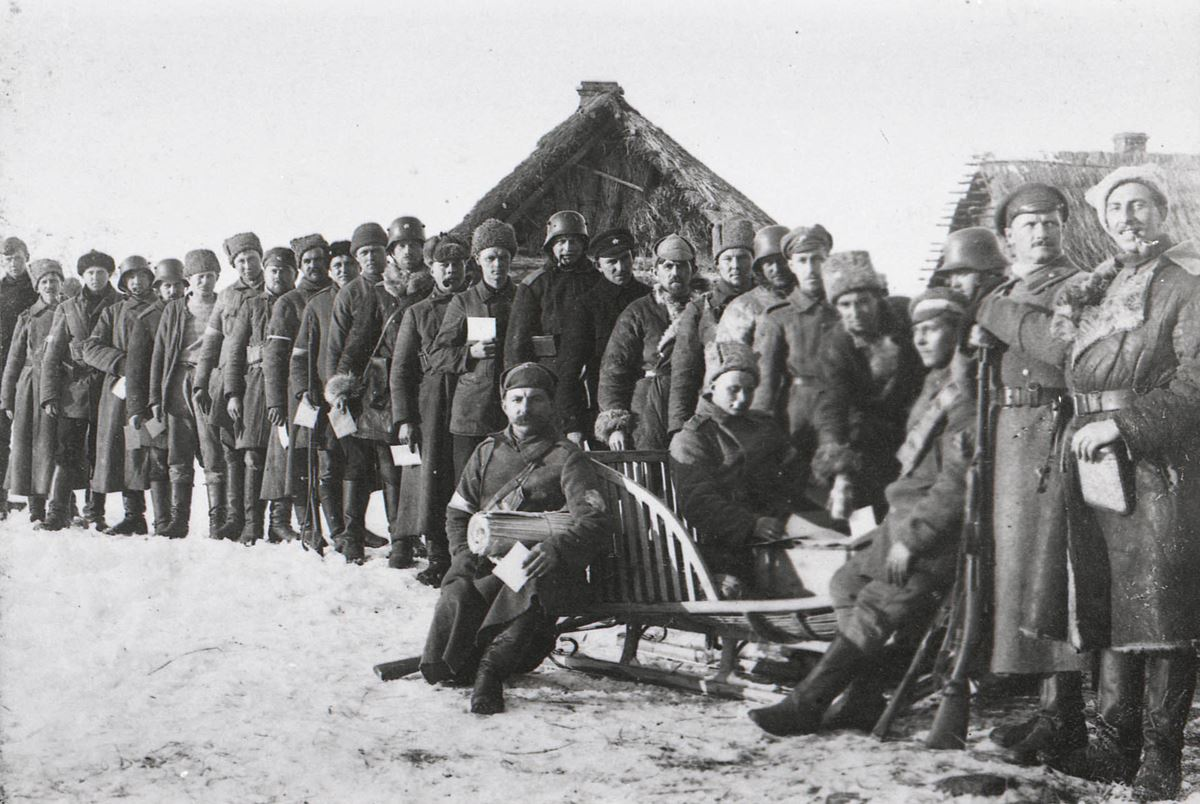
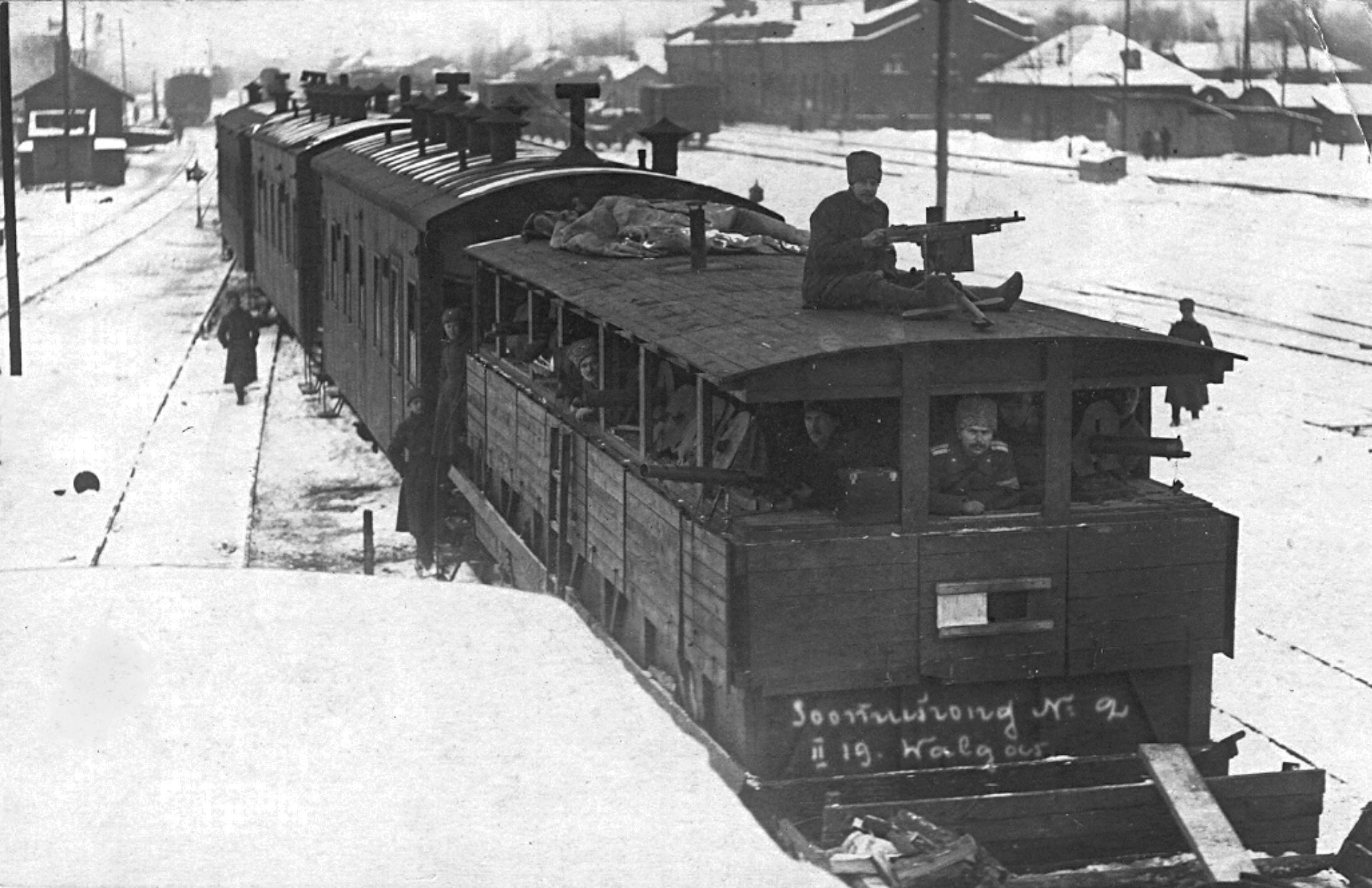
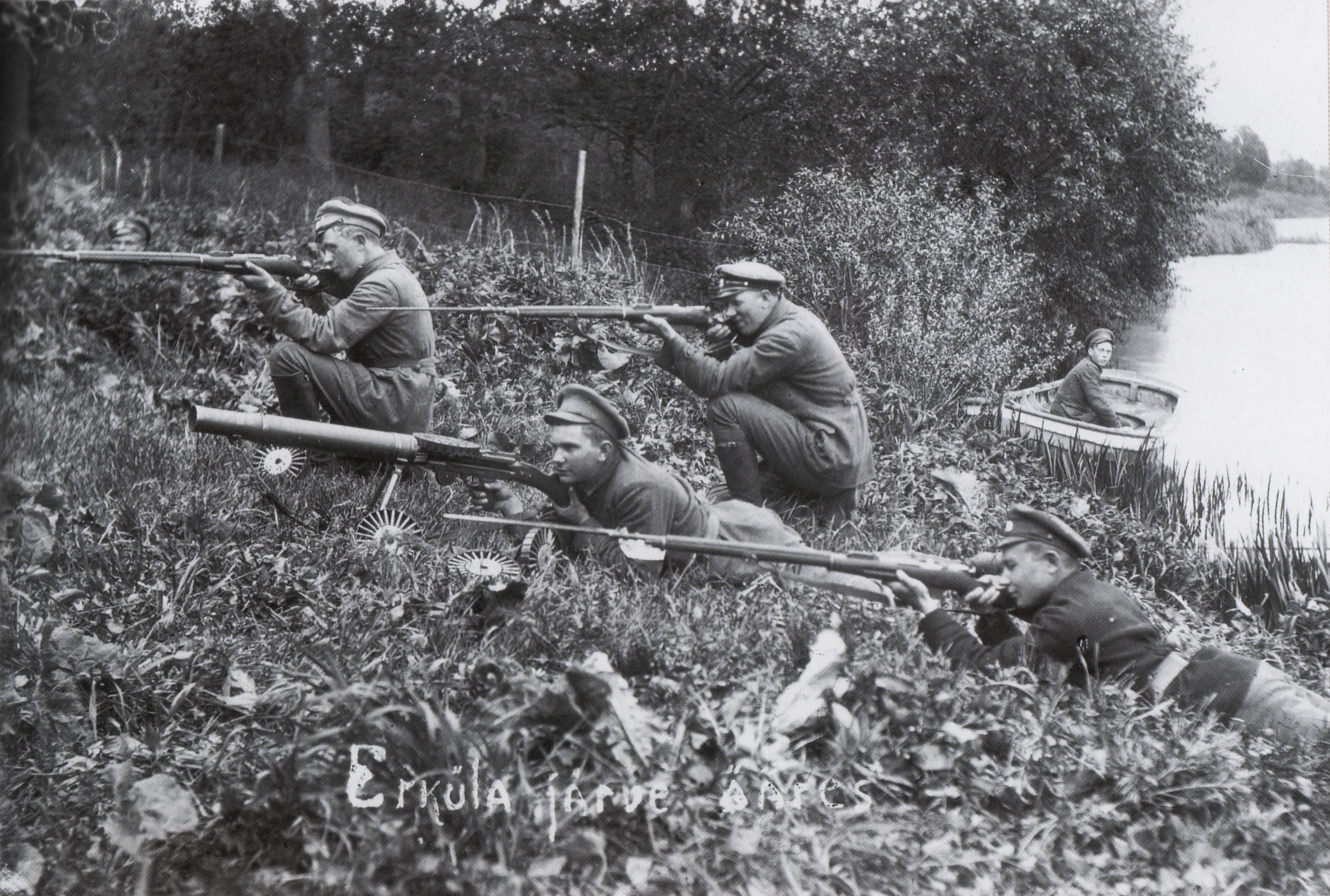
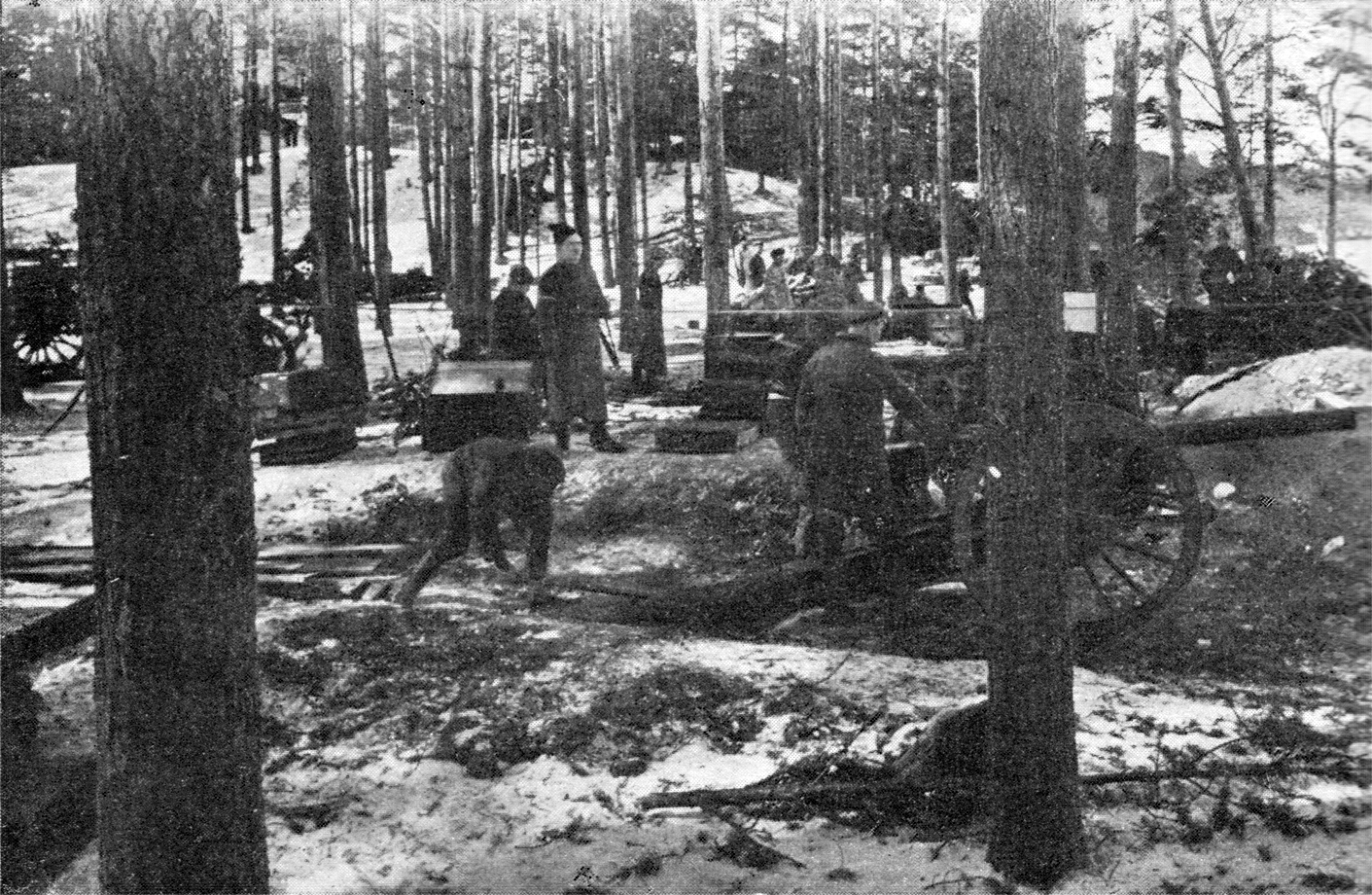
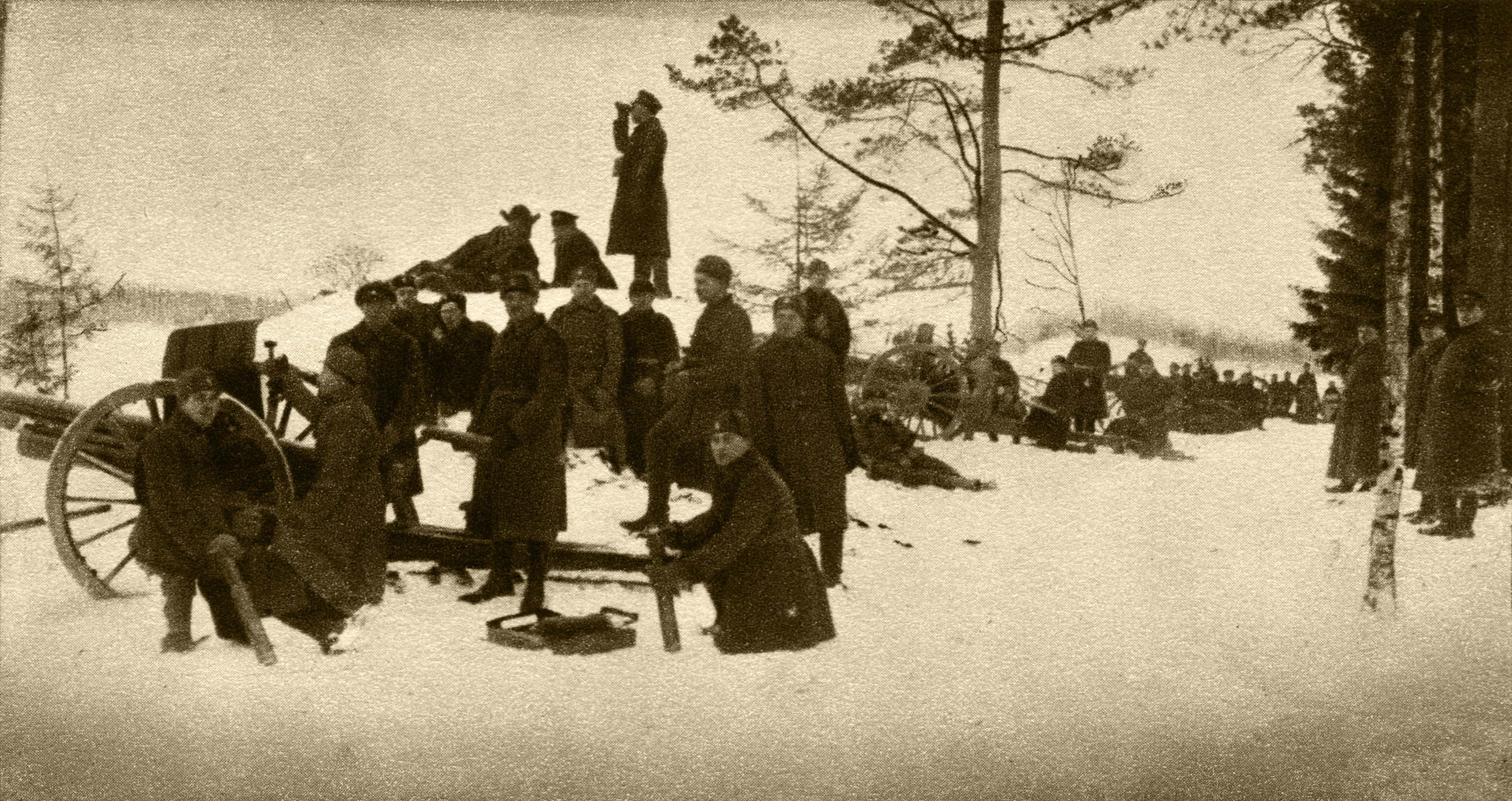
Batterie estonienne près de Narva, fin 1919.
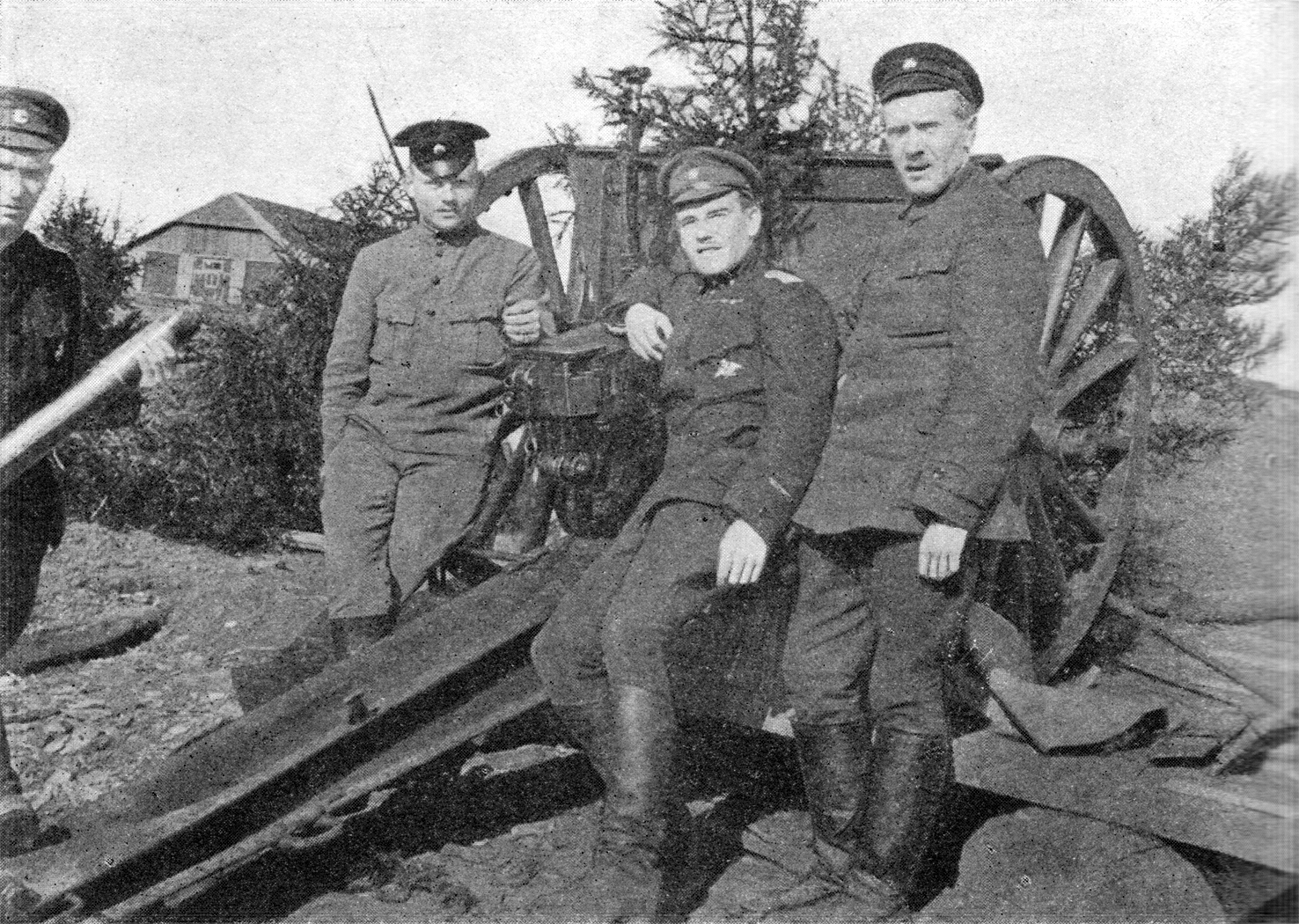
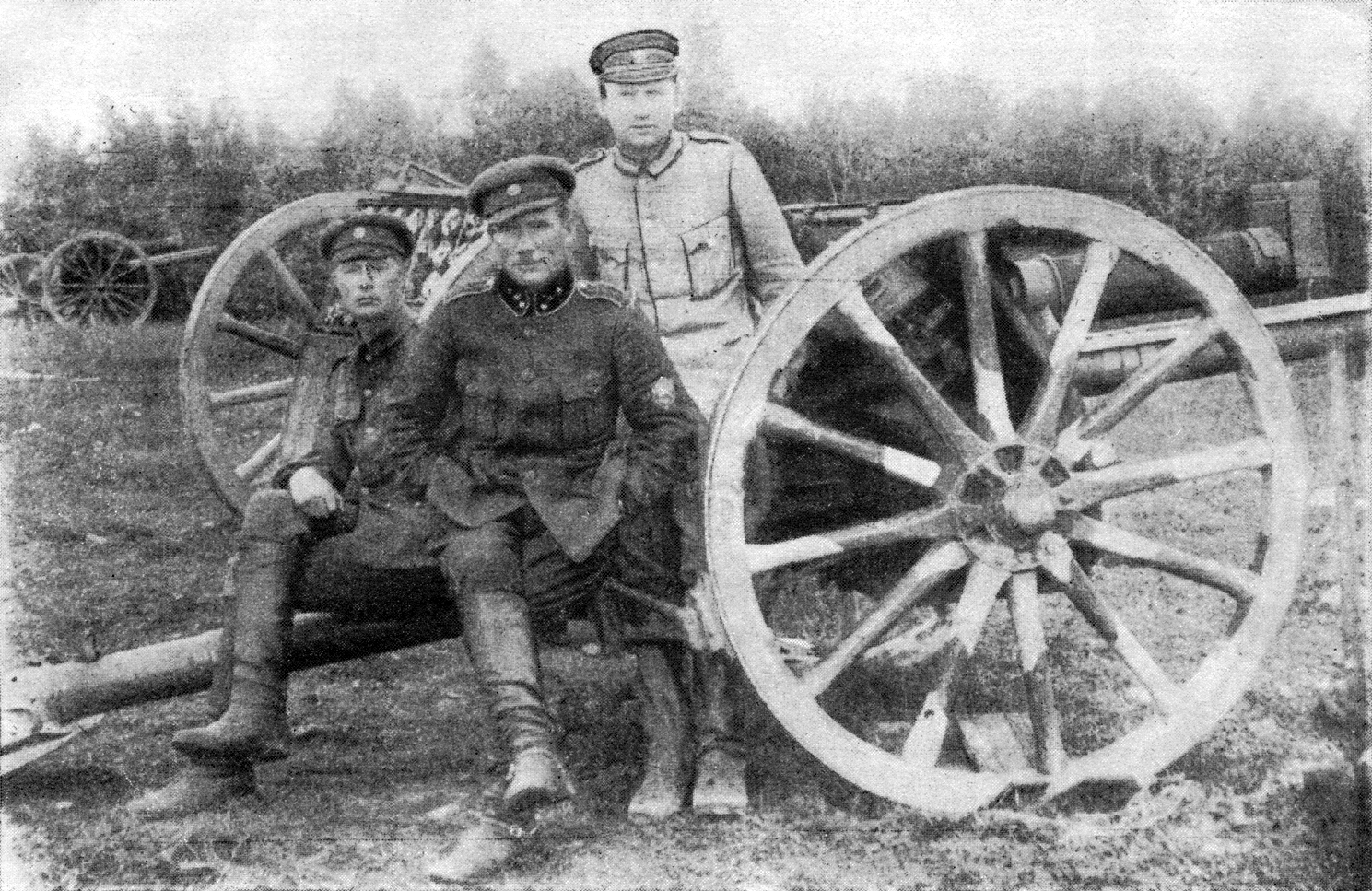
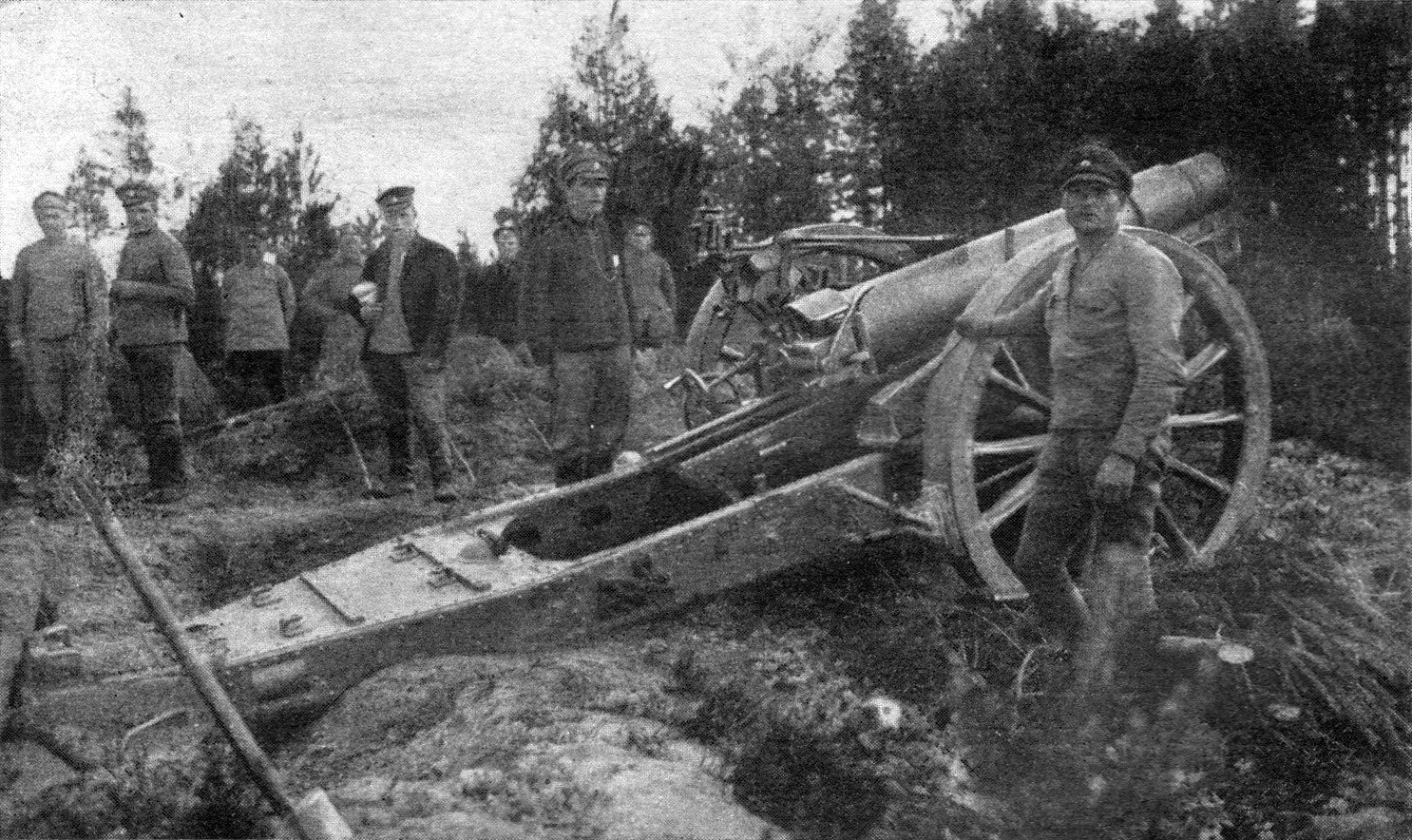
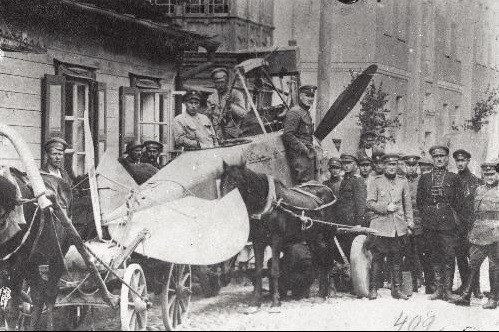
Avion de la Landswehr abattu.

## Traité de paix de Tartu

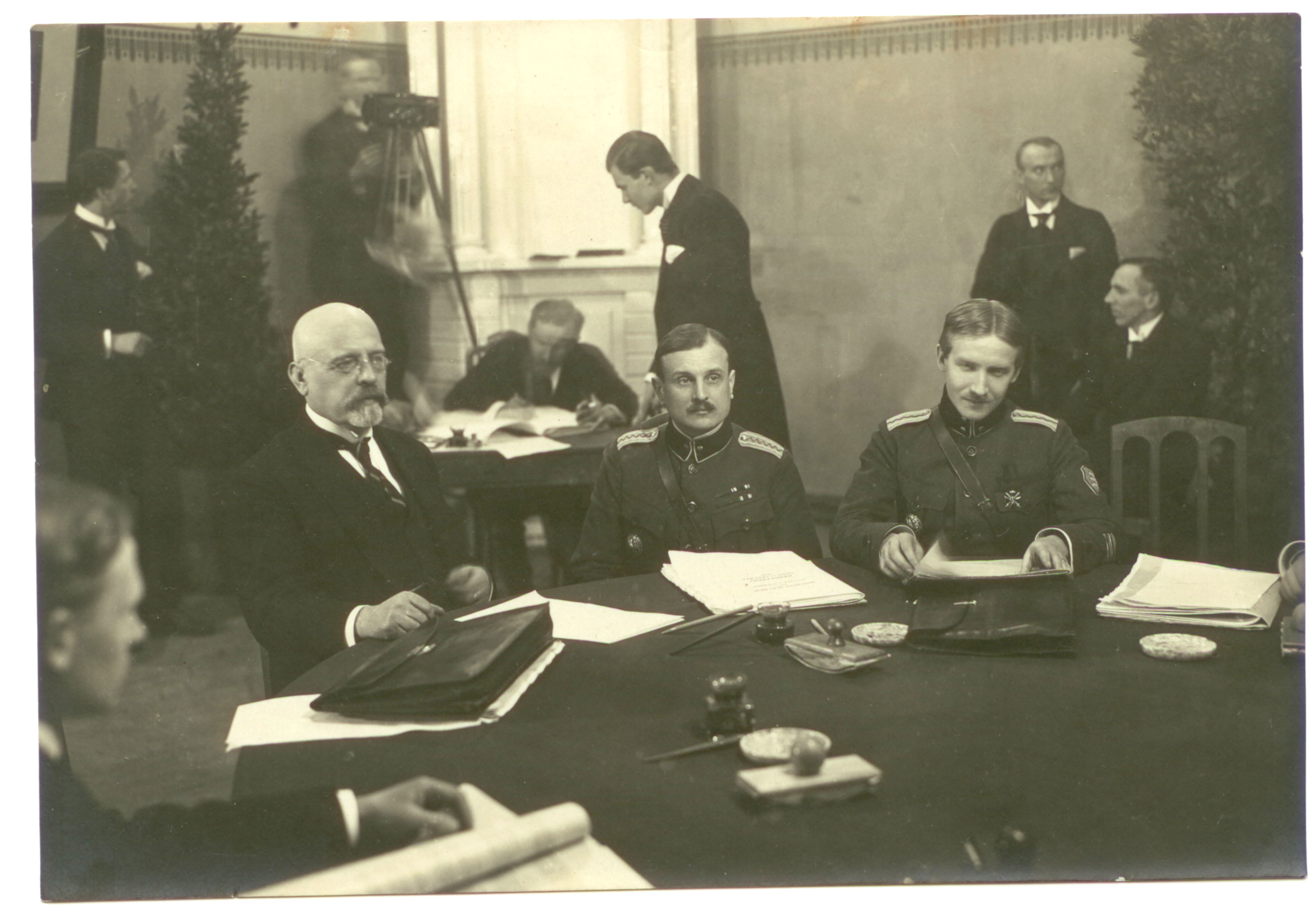
Une partie de la délégation estonienne durant les négociations de paix.

Par le traité de Tartu, premier traité international reconnaissant l'existence de la Russie soviétique, la RSFS de Russie reconnaît l'indépendance de l'Estonie. La nouvelle frontière ajoute au territoire estonien une bande de terrain située sur la rive droite du fleuve Narva, ainsi que l'ensemble du territoire de Seto au sud-est, soit environ 5 % de la superficie totale de l'Estonie. Les Russes d'origine estonienne, dont le nombre est estimé à 200 000, sont autorisés à rentrer en Estonie, mais seulement la moitié de ceux qui présenteront une demande, soit 37 500 personnes, parviendront à revenir.